# Spiridens reinwardtii
Spiridens reinwardtii là một loài rêu trong họ Spiridentaceae. Loài này được Nees mô tả khoa học đầu tiên năm 1823.